# Triade (religione)
Una Triade, in un contesto religioso, si riferisce a un raggruppamento di tre divinità o tre princìpi spirituali, che per importanza o ruoli simili formano una sintesi armonica.
Una triade di divinità, di solito, non è da confondere con diversi aspetti di una stessa divinità, come in una Trinità o una Divinità tripla, sebbene anche in una triade politeista si possa rinvenire una certa omogeneità di fondo; d'altra parte nella storia del cristianesimo si è utilizzato il termine «triteismo» verso chi poneva in rilievo la diversità delle tre Persone componenti la sostanza divina, non riconoscendone l'unità.
Le triadi di divinità strettamente associate sono state trovate in tutto il mondo antico, in particolare nelle tradizioni religiose dell'antica Grecia e dell'Egitto.

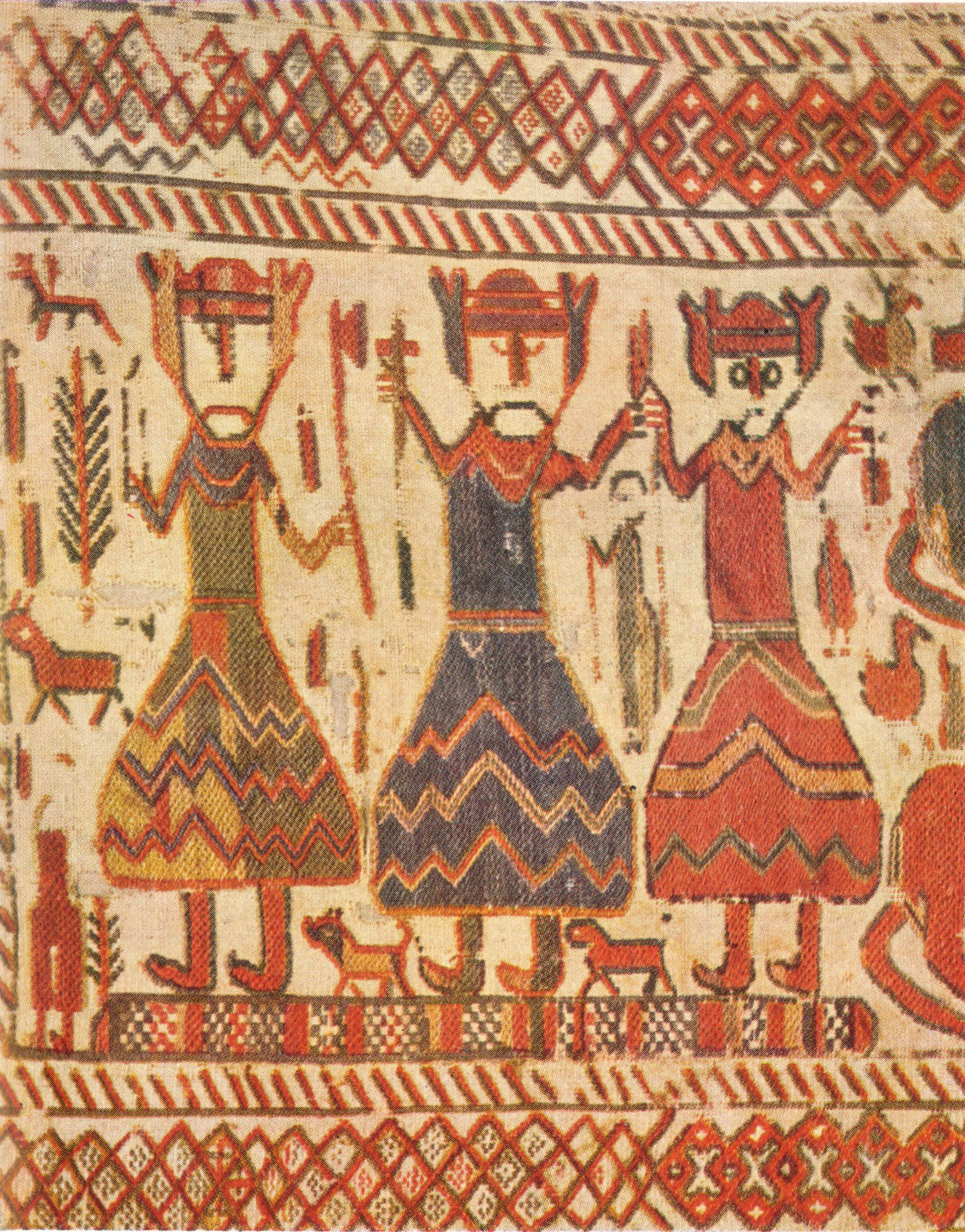
Parte di un arazzo svedese del XII secolo dove troviamo rappresentati, da sinistra a destra, l'Odin con un occhio solo, Thor e Freyr con il martello che regge una spiga di grano.

## Esempi di triadi divine

### Politeismo storico
- La triade olimpica greca classica di Zeus (re degli dei), Atena (dea della guerra e dell'intelletto) e Apollo (dio del sole, cultura e musica)[3][4]
- La triade principale di Delia è formata da Leto (madre), Artemide (figlia) e Apollo (figlio)[5][6], mentre la seconda triade di Delia è composta da Atena, Zeus e Hera[7]
- I misteri eleusini erano incentrati su Persefone (figlia), Demetra (madre) e Triptolemo (a cui Demetra insegnava agricoltura)
- Nell'antico Egitto c'erano molte triadi: 
  - la triade di Osiride (o Abido) con Osiride (marito), Iside (moglie) e Horus (figlio),[8]
  - la triade tebana di Amon, Mut e Khonsu
  - la triade menfita di Ptah, Sekhmet e Nefertem
  - la triade elefantina dove troviamo Khnum (dio della sorgente del fiume Nilo), Satet (la personificazione delle inondazioni del fiume Nilo) e Anuket (la dea del fiume Nilo).
  - il dio del Sole Ra, la cui forma al mattino era Khepri, a mezzogiorno Re-Horakhty e alla sera Atum, e molti altri.[9]
- La triade egiziana di Iside in Egitto, Serapide alessandrina e Arpocrate (una versione ellenizzata della triade Iside-Osiride-Horus già citata), sebbene nel primo periodo tolemaico troviamo Serapide, Iside e Apollo (che talvolta era identificato con Horus).[10]
- La triade capitolina romana di Giove (padre), Giunone (moglie) e Minerva (figlia)
- La triade pleibiana romana di Cerere, Liber Pater e Libera (o la sua controparte greca con Demetra, Dioniso e Kore)
- Le triadi giuliane del primo principato romano sono: 
  - Venus Genetrix, Divus Iulius e Clementia Caesaris
  - Divus Iulius, Divi filius e Genius Augusti
  - Varianti orientali della triade giuliana, ad esempio in Asia Minore troviamo: Dea Roma, Divus Iulius e Genius Augusti (o Divi filius)
- Le Matres (Deae Matres / Dea Matrona ) nella mitologia romana
- Nella mitologia greca e romana troviamo Fato, Moire o Furie: Clotho o Nona iniziava la tessitura, Lachesis o Decima stabiliva quanto filo spettasse a ogni uomo, e Atropos o Morta colei che recideva i fili della vita. Quando il filo della vita viene creato da Clotho, tessuto nell'arazzo della vita da Lachesis e il filo viene tagliato da Atropos.
- Gli Spiriti incappucciati o Genii Cucullati in epoca gallo-romana
- La principale triade sovranazionale dell'antica mitologia lusitana e della religione neopagana portoghese è composta della coppia Arentia e Arentius e Quangeius e Trebaruna, seguito da una triade minore Gallico - Lusitana di Bandua (sotto molte nature), Nabia e la forma femminile di Reve: Reva[11]
- Le sorelle Uksáhkká, Juksáhkká e Sáhráhkká nella mitologia Sámi.
- La triade di Al-Lat, Al-Uzza e Manat ai tempi di Maometto (Santo Corano (traduzione di Abdullah Yusuf Ali), Sura 53: 19-22)[12]
- Lugus ( Esus, Toutatis e Taranis ) nella mitologia celtica
- Odino, Vili e Ve nella mitologia nordica
- Le Norne nella mitologia norrena
- Odino, Freyr e Thor nella mitologia nordica. Odino è il dio della saggezza e della conoscenza, Freyr è il dio della fertilità e della prosperità e Thor è il dio del tuono e della forza.
- Il Triglav nella mitologia slava
- Perkūnas (dio del cielo), Patrimpas (dio della terra) e Pikuolis (dio della morte) nella mitologia prussiana
- I tre aspetti di Zorya o Aurore nella mitologia slava
- Le cariti o grazie nella mitologia greca
- L'Uno, il Pensiero (o Intelletto), e l'Anima, nella filosofia neoplatonica
- La nozione di Triplice Dea in riferimento ai vari aspetti della Luna

### Religioni dharmiche
- Trinità Ayyavazhi

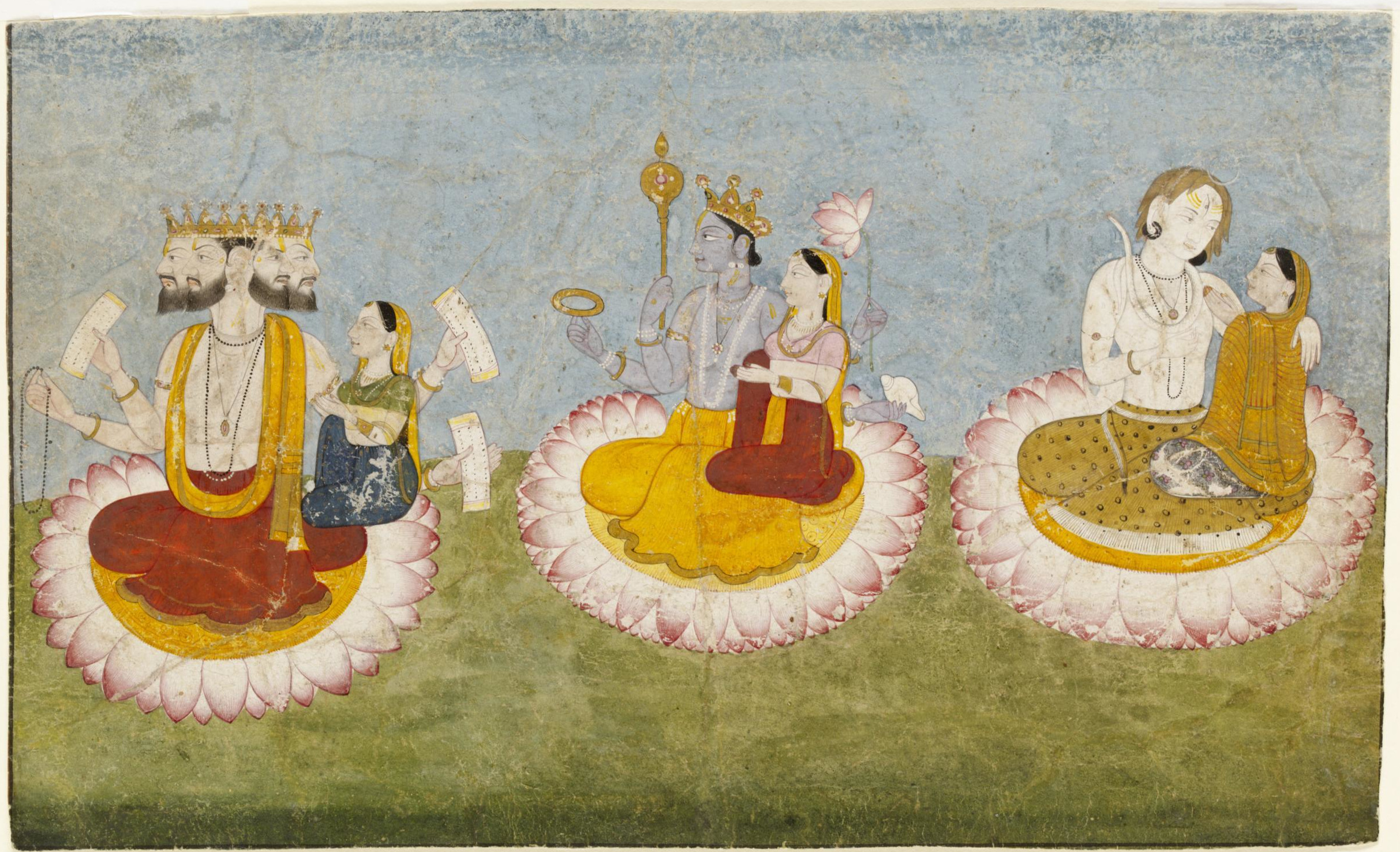
Brahma, Vishnu e Shiva seduti su fiori di loto con le loro consorti: Saraswati, Lakshmi e Paravati rispettivamente. circa 1770.

- Brahmā, Visnù e Śiva (Trimurti) nell'Induismo puranico
- Dattatreya
- Mitra, Aryaman e Varuṇa nel primo induismo vedico
- Ganga, Yamuna e Sarasvati uniti in uno è il Triveni
- Triade di Sahā nel buddismo Mahayana (Shakyamuni, Avalokitesvara e Ksitigarbha)
- Parvati, Lakshmi e Sarasvati (Tridevi) nell'Induismo puranico

### Altre religioni orientali
- Tre puri nel taoismo
- Fu Lu Shou nel taoismo
- La triade ahurica di Ahura Mazda, Mitra e Apam Napat nello zoroastrismo . Inoltre, in epoca achemenide, Mazda, Mitra e Anahita.

## Ermetismo
- Nuit, Hadit e Ra Hoor Khuit nel sistema spirituale thelemico